# 木村浩吉 (サッカー選手)
木村 浩吉（きむら こうきち、1961年7月12日 -）は、日本の元サッカー選手、サッカー指導者。選手時代のポジションはフォワード（FW）。愛知県出身。日本サッカー協会公認S級ライセンス所持。

## 来歴
小学4年生の時に東京サッカースクール でサッカーを始める。高校は東京都立鷺宮高等学校、大学は早稲田大学へ進学するがサッカー部には属さず、当時新設されたばかりの三菱養和SCでサッカーを学び、鈴木良平 らの指導を受けた。
大学3年次に西ドイツへ渡り、ビーレフェルトでコーチを務めていた鈴木の紹介で各クラブの練習に参加するが契約には至らず。大学4年次に鈴木と親交のあった加茂周の勧誘を受け日本サッカーリーグ1部の日産自動車サッカー部の練習生として参加、大学卒業後の1985年に日産の契約選手となった。木村はスピードとリバウンドに素早く反応する得点感覚で出場機会を掴むと、同年の天皇杯優勝に貢献。そのプレースタイルはボールテクニックに秀でた選手の多く在籍した同サッカー部の中で異色の存在であった。
日産は日本代表クラスの選手を多数擁し、1988年から1990年にかけて2年連続三冠（リーグ、天皇杯、JSLカップ）を獲得するなど全盛期にあったが、木村は厚い選手層の中で次第に出場機会を失い、オスカー監督時代には右サイドバックとしてプレーをした。そして1991年1月1日の天皇杯決勝を最後に、翌シーズンから監督就任が内定していた清水秀彦からのコーチ就任の勧めもあって29歳で現役を引退した。
指導者としては、1993年から日産の後継である横浜マリノスのヘッドコーチを務め、1995年にはチャンピオンシップ優勝を経験。1996年からはトップチームを離れ、クラブの育成・普及部門で指導を行い、1999年からは「ふれあいサッカープロジェクト」の責任者としてサッカーの普及に尽力した。
2008年からは横浜F・マリノスのチーム統括本部本部長を務めていたが、7月14日に桑原隆監督の解任に伴い横浜F・マリノスの監督に就任した。木村の監督就任当時、チームはリーグ戦16位と低迷していたが、就任後は8勝6分4敗と好調を維持し9位でシーズンを終えると、天皇杯ではベスト4進出に導いた。この実績が評価され、12月にはクラブと3年間の契約延長が発表されたが、翌2009年11月に成績不振を理由に2009年シーズンをもって契約を解除することが発表された。
その後はJFAナショナルトレセンコーチを経て、2012年7月1日付で、JFAからの派遣でラオス代表監督に就任する。期間は2014年1月末まで。
2014年12月、世代別代表の統括責任者に就任。

## 人物
監督としては、「コンディション重視」を公言した選手起用で必ず交代枠を使い切る。他にも生え抜きでかつ育成部門にいた経験が大きいのか若手重視の起用が特徴である。

## 所属クラブ
- 1977年 - 1985年 三菱養和SC
- 1985年 - 1991年 日産自動車サッカー部

## 個人成績
| 国内大会個人成績 | 国内大会個人成績 | 国内大会個人成績 | 国内大会個人成績 | 国内大会個人成績 | 国内大会個人成績 | 国内大会個人成績 | 国内大会個人成績 | 国内大会個人成績 | 国内大会個人成績 | 国内大会個人成績 | 国内大会個人成績 |
| 年度             | クラブ           | 背番号           | リーグ           | リーグ戦         | リーグ戦         | リーグ杯         | リーグ杯         | オープン杯       | オープン杯       | 期間通算         | 期間通算         |
| 年度             | クラブ           | 背番号           | リーグ           | 出場             | 得点             | 出場             | 得点             | 出場             | 得点             | 出場             | 得点             |
| 日本             | 日本             | 日本             | 日本             | リーグ戦         | リーグ戦         | JSL杯            | JSL杯            | 天皇杯           | 天皇杯           | 期間通算         | 期間通算         |
| ---------------- | ---------------- | ---------------- | ---------------- | ---------------- | ---------------- | ---------------- | ---------------- | ---------------- | ---------------- | ---------------- | ---------------- |
| 1985             | 日産             | 20               | JSL1部           | 21               | 2                |                  |                  |                  |                  |                  |                  |
| 1986-87          | 日産             | 20               | JSL1部           | 12               | 4                |                  |                  |                  |                  |                  |                  |
| 1987-88          | 日産             | 14               | JSL1部           | 9                | 2                |                  |                  |                  |                  |                  |                  |
| 1988-89          | 日産             | 14               | JSL1部           | 1                | 0                |                  |                  |                  |                  |                  |                  |
| 1989-90          | 日産             | 14               | JSL1部           | 8                | 0                | 0                | 0                |                  |                  |                  |                  |
| 1990-91          | 日産             | 14               | JSL1部           | 3                | 0                | 0                | 0                |                  |                  |                  |                  |
| 通算             | 日本             | 日本             | JSL1部           | 54               | 8                |                  |                  |                  |                  |                  |                  |
| 総通算           | 総通算           | 総通算           | 総通算           | 54               | 8                |                  |                  |                  |                  |                  |                  |

その他の公式戦
- 1990年
  - コニカカップ 1試合0得点

## 指導歴
- 1991年 - 1992年  日産自動車サッカー部 コーチ
- 1993年 - 1996年  横浜マリノスヘッドコーチ
- 1997年 - 1999年  横浜F・マリノス 育成統括コーチ
- 2000年 - 2005年  横浜F・マリノス「ふれあいサッカー」プロジェクト ディレクター
- 2000年 - 2005年  日本サッカー協会ナショナルトレセンコーチ
- 2006年  横浜F・マリノス チーム統括本部 主管
- 2007年  関東学院大学サッカー部コーチ
- 2008年  横浜F・マリノス チーム統括本部 本部長
- 2008年 - 2009年  横浜F・マリノス 監督
- 2011年  JFAナショナルトレセンコーチ
- 2012年7月 - 2014年  ラオス代表（U-18以上各世代）監督[8]
- 2015年  日本代表育成年代ダイレクター/日本サッカー協会技術委員
- 2020年  関東柔道整復専門学校 顧問
- 2022年 -  日本薬科大学 特任教授 サッカー部総監督

## 監督成績
| 年度 | クラブ | 所属 | リーグ戦 | リーグ戦 | リーグ戦 | リーグ戦 | リーグ戦 | リーグ戦 | カップ戦   | カップ戦  |
| 年度 | クラブ | 所属 | 順位     | 勝点     | 試合     | 勝       | 分       | 敗       | ナビスコ杯 | 天皇杯    |
| ---- | ------ | ---- | -------- | -------- | -------- | -------- | -------- | -------- | ---------- | --------- |
| 2008 | 横浜FM | J1   | 9位      | 30       | 18       | 8        | 6        | 4        | -          | ベスト4   |
| 2009 | 横浜FM | J1   | 10位     | 46       | 34       | 11       | 13       | 10       | ベスト4    | 4回戦敗退 |
| 通算 | 通算   | 通算 | -        | -        | 52       | 19       | 19       | 14       |            |           |